# Jeff (album)
Jeff è il nono album discografico in studio del chitarrista britannico Jeff Beck, pubblicato nel 2003.

## Tracce
1. So What – 4:19 (Dean Garcia, Jeff Beck)
2. Plan B – 4:49 (Ron Aslan, Simon White, Beck, David Torn)
3. Pork-U-Pine – 4:06 (Beck, Andy Wright, Paul Holroyde)
4. Seasons – 3:48 (Ishmael Butler, Craig Irving, Maryann Viera, Syze-up, Beck, Wright)
5. Trouble Man – 3:34 (Beck, Garcia, Wright)
6. Grease Monkey – 3:34 (Howard Gray, Trevor Gray, Noko Fisher-Jones, Beck)
7. Hot Rod Honeymoon – 3:33 (H. Gray, T. Gray, Fisher-Jones, Beck)
8. Line Dancing with Monkeys – 5:18 (Aslan, White, Torn)
9. JB's Blues – 4:20 (Garcia, Beck)
10. Pay Me No Mind (Jeff Beck Remix) – 3:18 (Me One, Beck)
11. My Thing – 4:10 (Beck, Nancy Sorrell, Wright)
12. Bulgaria – 2:00 (tradizionale, arr. di Beck, Wright)
13. Why Lord Oh Why? – 4:41 (Tony Hymas)